# Тісмана
Тісмана (рум. Tismana) — місто у повіті Горж в Румунії. Адміністративно місту підпорядковані такі села (дані про населення за 2002 рік):
- Ісварна (385 осіб)
- Вилчеле (340 осіб)
- Винета (302 особи)
- Горновіца (517 осіб)
- Костень (811 осіб)
- Покруя (1119 осіб)
- Ракоць (354 особи)
- Соходол (1115 осіб)
- Топешть (363 особи)
- Челей (685 осіб)

Місто розташоване на відстані 257 км на захід від Бухареста, 25 км на захід від Тиргу-Жіу, 105 км на північний захід від Крайови.

## Населення
За даними перепису населення 2002 року у місті проживали 7894 особи.
Національний склад населення міста:
| Національність | Кількість осіб | Відсоток |
| -------------- | -------------- | -------- |
| румуни         | 7671           | 97,2%    |
| цигани         | 222            | 2,8%     |
| угорці         | 1              | < 0,1%   |

Рідною мовою назвали:
| Мова      | Кількість осіб | Відсоток |
| --------- | -------------- | -------- |
| румунська | 7767           | 98,4%    |
| циганська | 126            | 1,6%     |
| угорська  | 1              | < 0,1%   |

Склад населення міста за віросповіданням:
| Релігія       | Кількість осіб | Відсоток |
| ------------- | -------------- | -------- |
| православні   | 7883           | 99,9%    |
| баптисти      | 5              | 0,1%     |
| адвентисти    | 4              | 0,1%     |
| римо-католики | 2              | < 0,1%   |

## Зовнішні посилання
- Дані про місто Тісмана на сайті Ghidul Primăriilor